# بوبي لي
بوبي لي هو لاعب هوكي الجليد كندي، ولد في 28 ديسمبر 1911 في فردان في كندا، وتوفي في 31 ديسمبر 1974.

## وصلات خارجية
- بوبي لي على موقع دوري الهوكي الوطني (الإنجليزية)
- بوبي لي على موقع قاعة مشاهير الهوكي (لاعب أن.إتش.أل) (الإنجليزية)
- بوبي لي على موقع EliteProspects.com (الإنجليزية)
- بوبي لي على موقع HockeyDB.com (الإنجليزية)
- بوبي لي على موقع Hockey-Reference.com (الإنجليزية)